# Iving
En la Mitología nórdica, el río Iving (también llamado Ífing o Ífingr), separaba Jötunheim y Asgard. Un río que nunca se congelaría, sin importar cuanto frío hiciera, y continuaría fluyendo hasta el fin de los tiempos.
Iving se cita en el poema de la Edda poética Vafthrudnismal, estrofa 16 :
"Ifing el río es llamado, aquel que divide la tierra
entre los hijos de los gigantes y los dioses;
libremente fluirá todo el tiempo,
el hielo nunca se formará en el río."

— Trad. Larrington
John Lindow en Mitología nórdica (2001) en referencia a Iving afirma que un río con fuerte y rápida corriente la formación de hielo es extremadamente improbable (por lo tanto es una barrera efectiva entre los mundos de dioses y gigantes).